# Júlio Gomes da Silva Sanches

Júlio Gomes da Silva Sanches

Júlio Gomes da Silva Sanches (Gumiei, Ribafeita, Viseu, 3 de Janeiro de 1802 — Lisboa, 23 de Abril de 1866) foi um advogado e magistrado judicial, que desenvolveu importante actividade política liberal ao longo do segundo quartel do século XIX. Activo na política desde o fim do vintismo, participou activamente na Guerra Civil Portuguesa (1828-1834), tendo-se exilado para Inglaterra e participado na defesa da ilha Terceira.
Foi eleito pela primeira vez deputado em 1834, permanecendo no Parlamento em quase todas as legislaturas até à Regeneração. Foi por diversas vezes ministro, presidiu à Câmara dos Deputados e terminou a sua carreira como Par do Reino. 
Foi membro da Sociedade Patriótica Lisbonense, organização política esquerdista radical que perdurou uns meses do ano 1836 mas que se manteve activa, duma forma informal, depois dessa data
Em reconhecimento póstumo dos seus serviços, a sua viúva, Carolina Augusta da Gama, foi elevada em 1871 a 1.ª condessa de Silva Sanches.
{{Referências}